# Carl Miville senior

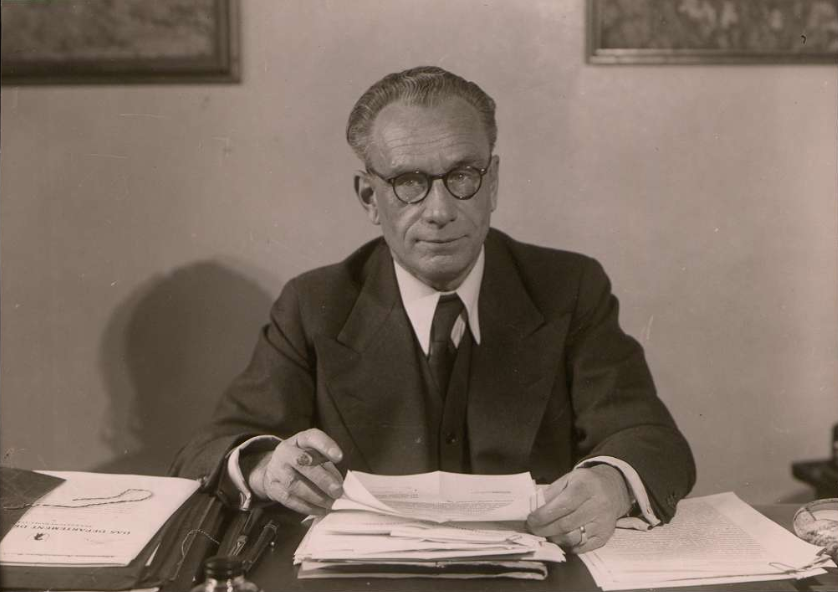
Carl Miville senior (zwischen 1940 und 1946)

Carl Miville (* 30. Mai 1891 in Basel; † 27. Februar 1981 ebenda; heimatberechtigt ebenda) war ein Schweizer Jurist und Politiker (SP, danach PdA).

## Leben
Miville studierte Rechtswissenschaft an der Universität Basel und promovierte 1914. Er arbeitete als Strafgerichtsschreiber, Staatsanwalt und von 1932 bis 1941 als Strafgerichtspräsident.
Miville gehörte von 1920 bis 1941 dem Grossen Rat des Kantons Basel-Stadt an. Von 1941 bis 1950 war er Regierungsrat des Kantons Basel-Stadt und stand dem Erziehungsdepartement und dem Strassenbahnwesen vor. Von 1943 bis 1951 gehörte er dem Nationalrat an. Miville war zudem Präsident des Schweizerischen Verbandes des Staats- und Gemeindepersonals und des Schweizerischen Arbeiter-Schützenbundes.
1944 wurde Miville wegen seines Eintretens für die Partei der Arbeit (PdA) aus der SP ausgeschlossen. Darauf trat er als einziger Basler Regierungsrat der PdA bei, aus der er aber 1949 ebenfalls ausgeschlossen wurde, u. a. weil er deren zunehmende Abhängigkeit von der Sowjetunion kritisiert hatte. Bei den Erneuerungswahlen 1950 (Regierungsrat) und 1951 (Nationalrat) trat er nicht mehr an.
Sein gleichnamiger Sohn, Carl Miville-Seiler, wurde ebenfalls Politiker.